# Botanic Sanctuary Antwerp
Het Botanic Sanctuary Antwerp is een vijfsterrenhotel in Antwerpen. Het is ondergebracht in het voormalig klooster- en ziekenhuiscomplex Elzenveld. De hotelnaam is ontleend aan de nabij gelegen Plantentuin.

## Geschiedenis
Het hotel is de opvolger van Hotel Elzenveld dat bestond tussen 2001 en 2018. Het gebruikt de gebouwen van het Sint-Elisabethgasthuis, een 13e-eeuws klooster en gasthuis. Het Openbaar Centrum voor Maatschappelijk Welzijn zocht er in 2017 een erfpachter voor. Toenmalig OCMW-ondervoorzitter Chris Morel maakte Eric De Vocht, bestuurder van Iret Development, attent op het complex. Die vennootschap kreeg het in 2018 in erfpacht. Het erfgoed wordt sindsdien gerestaureerd en gerenoveerd. Sinds 14 februari 2022 worden er gasten ontvangen.
Het Botanic Sanctuary werd in 2022 het derde hotel in Vlaanderen met vijf sterren superior volgens de Europese hotelclassificatie. Op 14 maart 2023 won het hotel de award voor Best Hotel Concept of the Year, die werd uitgereikt op The Independent Hotel Show Amsterdam.
In het hotel werken 150 mensen.

## Restaurants
Er zijn zes restaurants in het complex: Hertog Jan at Botanic, Bar Bulot, Fine Fleur, Henry's Bistro (tot april 2024 Restaurant 1238 genoemd), Het Gebaar in de hovenierswoning van de Plantentuin in samenwerking met Roger van Damme. Hertog Jan at Botanic is een verderzetting van de Zedelgemse Hertog Jan van Gert De Mangeleer en Joachim Boudens. De tweede versie van het restaurant verkreeg in 2022 twee Michelinsterren. Daarnaast hebben Fine Fleur en Het Gebaar van Roger van Damme ook elk een Michelinster. Henry's Bistro wordt geleid door Pascal Duvivier.

## Opspraak
Het hotel kwam meermaals in opspraak.

### Bouwovertredingen
Tijdens de restauratie en renovatie, waarvoor Iret Development 766.316,20 euro aan subsidies ontving van de Vlaamse overheid, werden er door de inspectie van het agentschap Onroerend Erfgoed meerdere bouwovertredingen vastgesteld:
- Er werd een luifel gebouwd rond de stam van een waardevolle Japanse notenboom aan de beschermde Plantentuin. Voor de zware stalen constructie was ook een betonnen fundering nodig.[14][15] Daarvoor had Iret Development geen vergunning. De Antwerpse groendienst merkte "potentieel grote schade" op.[16][7] Na veel kritiek werd een deel van de constructie afgebroken.[17][18]
- De tomatenserre van Hertog Jan at Botanic is zonder vergunning gebouwd en zou schade toegebracht hebben aan de beschermde historische omgeving.[14][19]
- In het Marnixhuis, waar suites worden gebouwd, werden inbreuken vastgesteld.[14]

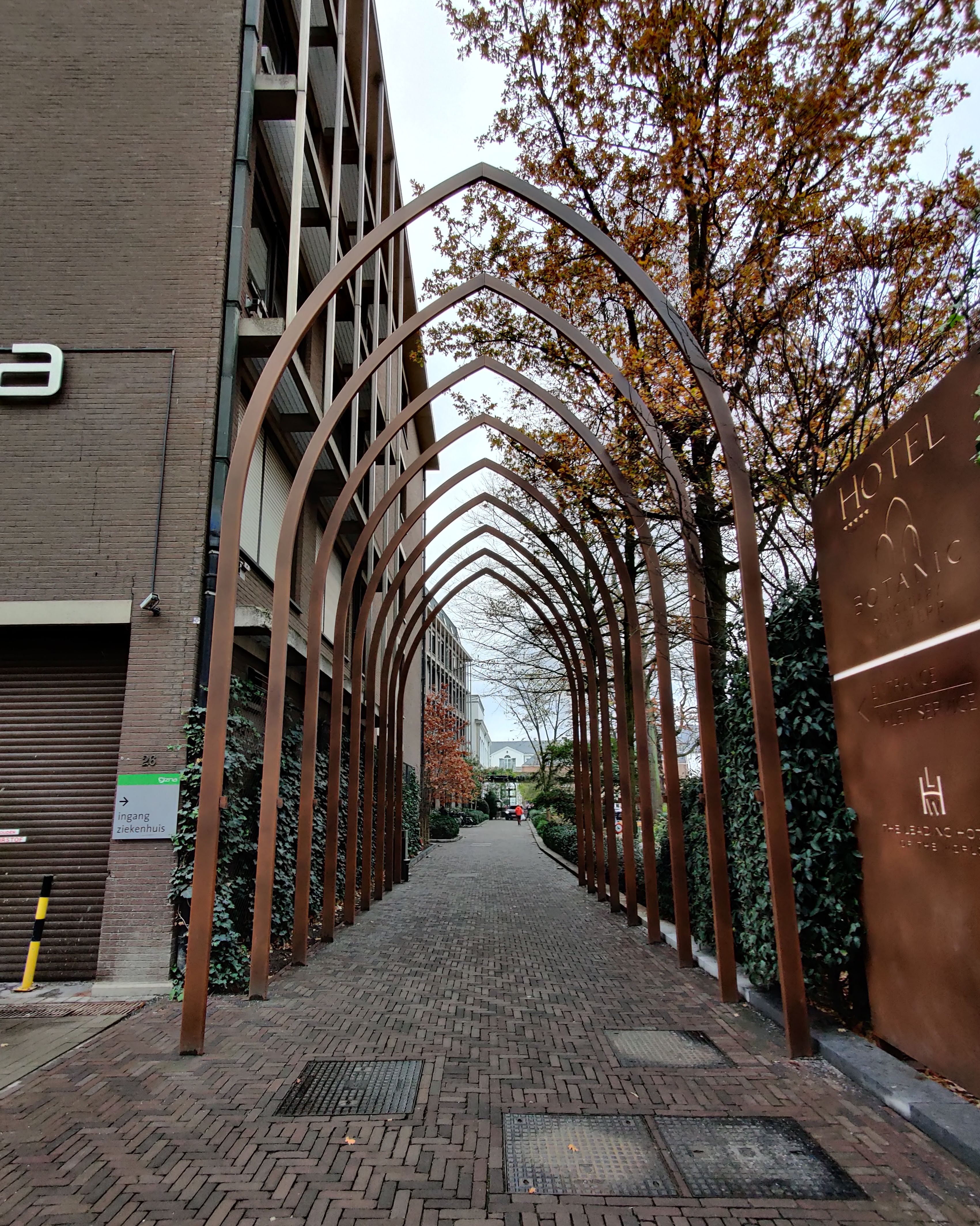
De gotische bogen boven de doorgang Leopoldstraat-Mechelseplein

- Boven de doorgang Leopoldstraat-Mechelseplein werden zonder vergunning negen bogen geplaatst die afbreuk doen aan de erfgoedwaarde van de Plantentuin.[19]

Schepen voor stadsontwikkeling Annick De Ridder (N-VA) nam kennis van de inbreuken, wees op de meerwaarde van het project voor de buurt en de stad, voegde eraan toe dat de regels nog steeds gelden en stelde dat het Agentschap Onroerend Erfgoed diende te beslissen wat er met de bouwovertredingen gedaan moest worden. Begin 2022 startte het agentschap een handhavingstraject op om de bouwovertredingen ongedaan te maken. De regularisatieaanvraag die door Iret Development werd ingediend, werd geweigerd.
In september 2022 bleek uit een preadvies van het agentschap dat een veranda, een afdak, de rest van de luifel en de gotische bogen weggehaald moesten worden. Iret Development was het daar niet mee eens en overlegde nog met verschillende instanties. De ontwikkelaar deed een nieuwe aanvraag voor een omgevingsvergunning. Daaruit bleek dat die zelf een afdak, een veranda en de bogen zou weghalen en de luifel zou inkorten. Er was onduidelijkheid over eventuele plannen om een nieuwe constructie te plaatsen in de doorgang Leopoldstraat-Mechelseplein.
Iret Development wenste sereniteit en meende dat er een negatieve polemiek werd gevoerd tegen het project.
Op 2 december 2022 besliste het Antwerpse schepencollege dat verschillende constructies die zonder vergunning werden gebouwd, waaronder de luifel, de gotische bogen, de serre, een overdekking bij de spa en de wintertuin bij het oude klooster, moeten worden afgebroken.

### Publieke ruimte
Op 14 augustus 2022 protesteerden een kleine honderd mensen in badjas in de doorgang Leopoldstraat-Mechelseplein. Dat is een openbare trage weg en leidt naar een ingang van ZNA Sint-Elisabeth. Men demonstreerde omwille van het feit dat het hotel er illegaal bloembakken en een slagboom had geplaatst om er "een bepaald soort volkje" uit de buurt te houden. Hotelgasten konden de slagboom openen. Het stadsbestuur liet het hotel weten dat de slagboom en de bloembakken weg moesten. Sindsdien stond de slagboom open en zijn de bloembakken weg. In september 2022 was ook de slagboom weg.
Onder andere gemeenteraadslid Mie Branders van de PVDA, op dat moment in de oppositie, hekelde eerder al het feit dat publieke ruimte of ruimte met een sociaal doel naar het hotel ging. Ze haalde onder meer aan dat een kringwinkel in de Sint-Jorispoort 29, grenzend aan de Elzenveldsite, verhuisde en de ruimte naar het hotel ging.

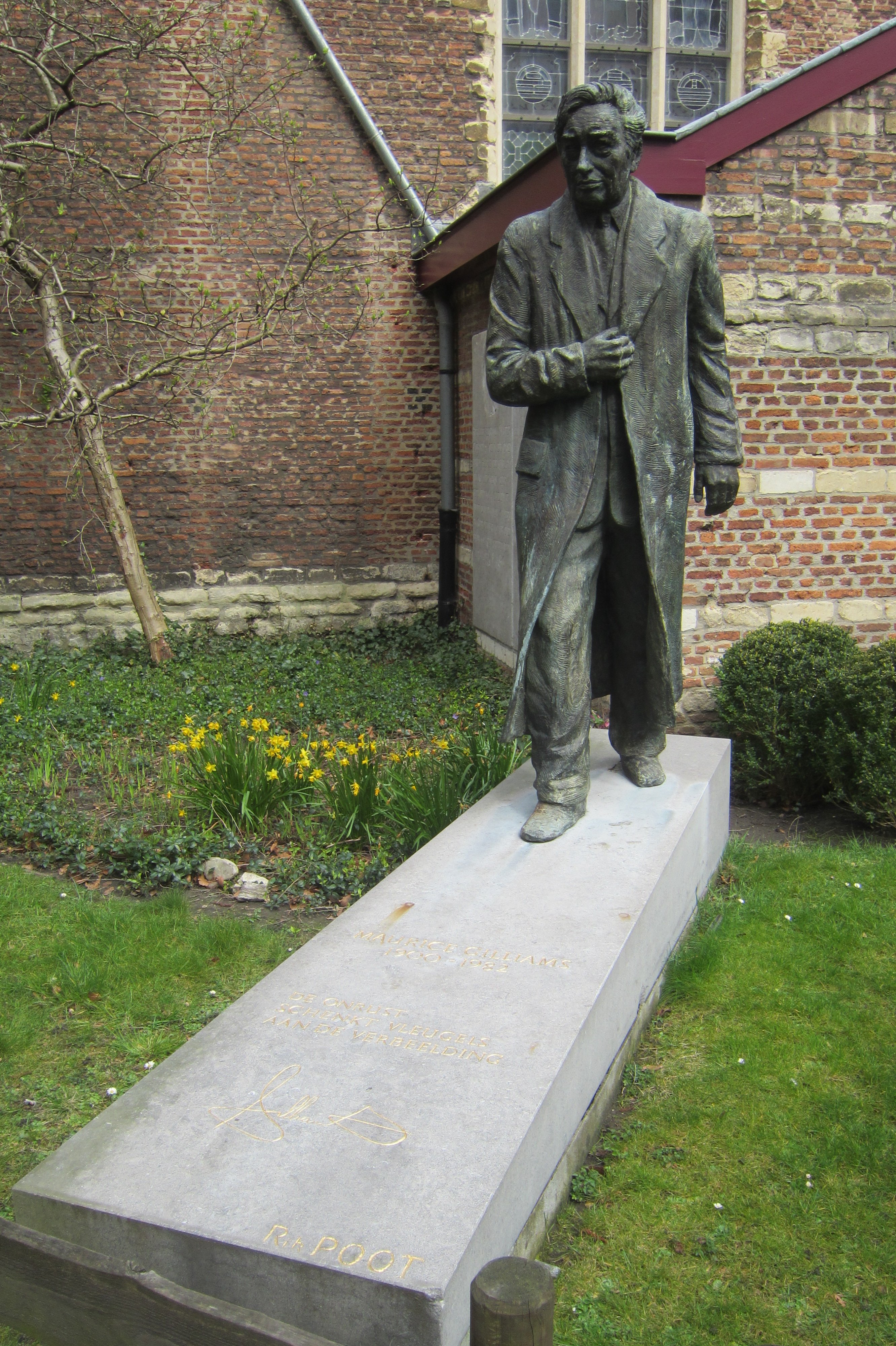
Standbeeld Maurice Gilliams

In de zomer van 2022 liepen er ook gesprekken tussen de stichting Vita Brevis en de stad Antwerpen om na te gaan of het standbeeld van schrijver Maurice Gilliams uit het Elzenveld kan worden gehaald en elders kan worden geplaatst. Op zijn huidige locatie is het beeld namelijk enkel voor hotelgasten toegankelijk. Annette Portegies, die een biografie schreef over Maurice Gilliams, zei daarover: "Maurice is een zoon van Antwerpen, en niet van een chic hotel." Zij hoopt dat het beeld naar de Plantentuin verhuisd kan worden, omdat die van belang was voor hem en zijn werk.
In januari 2025 deed Iret een vergunningsaanvraag om achttien standaardhotelkamers en vier suites te maken van het gebouw dat tot 2020 bekendstond als het Echt Antwaarps Teater.

## Trivia
- De eigenaar van het hotel, Eric De Vocht, is ook eigenaar van het Hilton-hotel op de Groenplaats. Indien er niet voldoende kamers zijn voor bezoekers van grote conferenties in het Botanic Sanctuary, kunnen zij een kamer vinden in het Hilton-hotel.[2]
- In het hotel is er een bar waarvan de muren geschilderd zijn met verf waaraan acht flessen Vosne-Romanée (rode bourgognewijn) zijn toegevoegd.[28][29]
- In 2022 werd op VTM 2 een docusoap met de naam Achter de sterren uitgezonden over de uitbating van het hotel.[30]
- Harry Styles boekte in juli 2022 een nacht in het hotel toen hij een concert gaf in het Sportpaleis.[8][31] Ook Iggy Pop, Billie Eilish en Madonna verbleven er al.[32]
- Vincent Van Trier werd in januari 2024 veroordeeld voor slagen en verwondingen die hij had toegebracht bij een receptionist van het hotel toen die een opmerking maakte over de echtgenote van Van Trier.[33]